# Copythorne
Copythorne is een civil parish in het bestuurlijke gebied New Forest, in het Engelse graafschap Hampshire.